# Amparo Martí Martínez
Amparo Martí (València, 9 de setembre de 1903 - Madrid, 3 de maig de 1973) va ser una actriu valenciana.

## Biografia
Nascuda en el si d'una família d'actors, va pujar per primera vegada a un escenari amb tan sols onze anys per a representar l'obra La alondra y el milano. El seu debut va tenir lloc en el Teatre Princesa de València.
Ja d'adulta, va treballar en les companyies de Pedro Zorrilla i Maria Mayor i Ricardo Calvo fins que és contractada per a treballar al Teatre Infanta Isabel de Madrid, on va poder posar en escena diverses obres de Pedro Muñoz Seca, Carlos Arniches, els Germans Álvarez Quintero, etc.
Més endavant forma la seva pròpia companyia amb el seu marit, Francisco Pierrá, amb la qual actua durant uns vint anys i interpreta, entre altres obres, Atrévete, Susana (1941), de Ladislas Fodor.
Posteriorment passa al Teatre Lara també de Madrid, en el qual interpreta, primer, Al amor hay que mandarle al colegio, juntament amb Mary Carrillo i Rafael Rivelles el 1948. Gràcies a aquesta interpretació va obtenir la Medalla d'Or de Valladolid. L'actriu va romandre tretze temporades en aquest teatre i va intervenir, entre d'altres, a les obres Criminal de guerra (1951), de Joaquín Calvo Sotelo; Callados como muertos (1952), de José María Pemán; Señora ama (1953), de Jacinto Benavente; La muralla (1954), de Joaquín Calvo Sotelo, i La herida luminosa (1955), de Josep Maria de Sagarra. La seva presència als escenaris arriba fins a la dècada de 1960, podent destacar-se d'aquesta etapa les estrenes de ¿Dónde vas, Alfonso XII? (1957), de Juan Ignacio Luca de Tena; Aurelia y sus hombres, d'Alfonso Paso; Su amante esposa (1966), de Jacinto Benavente i, sobretot, El tragaluz (1967), d'Antonio Buero Vallejo.
Quant al seu pas pel cinema, mereixen destacar-se títols com La tonta del bote (1939), Currito de la Cruz (1949), Cuarenta años de novios (1963) o Educando a papá (1963).

## Reconeixement i memòria
En el barri de Na Rovella, la ciutat de València li ha dedicat un carrer.